# Producció de cafè a Costa Rica

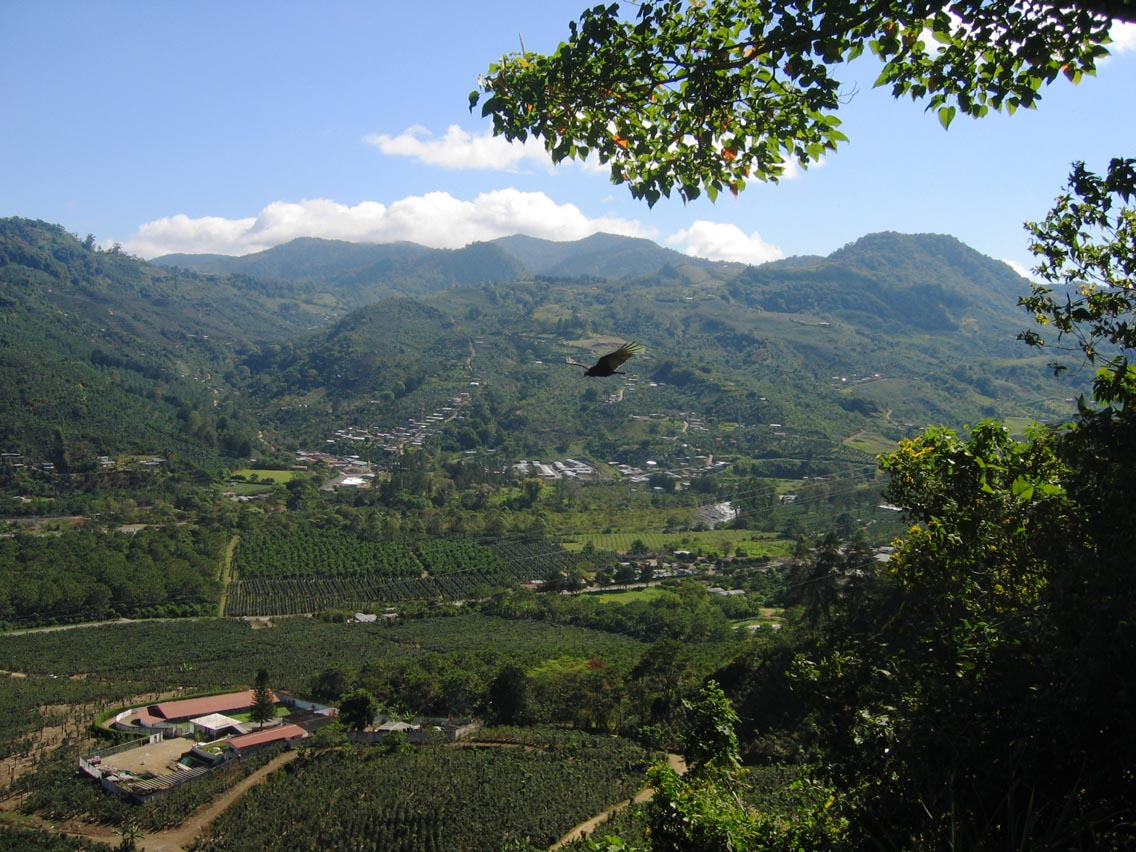
Una plantació de cafè a la vall d'Orosí

La producció de cafè a Costa Rica té un paper clau en la història d'aquest país. Era i és important per a l'economia de Costa Rica. El 2006, el cafè de Costa Rica va ser el tercer producte més exportac, després de ser el número u d'exportació de cultius comercials durant mantes dècades. El 1997, el sector agrícola empra el 28 per cent de la força laboral i comprenia el 20 per cent del PNB total de Costa Rica. La producció va augmentar i va passar de 158.000 tones (1988) a 168.000 tones el 1992.
El cafè de Costa Rica té un alt contingut en cafeïna, i sovint és barrejat amb varietats de qualitat inferior. Les àrees de major creixement són a les províncies de San José, Alajuela, Heredia, Puntarenas i Cartago.